# Gran Premio di Francia 1954
Il Gran Premio di Francia 1954 fu la quarta gara della stagione 1954 del Campionato mondiale di Formula 1, disputata il 4 luglio sul Circuito di Reims.
La gara segnò il debutto in Formula 1 delle potentissime Mercedes-Benz W196 che dominarono ampiamente la corsa con Fangio ed il debuttante Karl Kling, classificatisi primo e secondo al termine della prova.
Chiuse il podio Robert Manzon su Ferrari. Solamente sei piloti portarono a termine l'evento.

## Qualifiche
| Pos | N° | Pilota                | Auto           | Squadra                   | Tempo  | Distacco |
| --- | -- | --------------------- | -------------- | ------------------------- | ------ | -------- |
| 1   | 18 | Juan Manuel Fangio    | Mercedes W196  | Daimler-Benz              | 2:29.4 | -        |
| 2   | 20 | Karl Kling            | Mercedes W196  | Daimler-Benz              | 2:30.4 | +1.0     |
| 3   | 10 | Alberto Ascari        | Maserati 250F  | Officine Alfieri Maserati | 2:30.5 | +1.1     |
| 4   | 2  | José Froilán González | Ferrari 553    | Scuderia Ferrari          | 2:30.6 | +1.2     |
| 5   | 12 | Onofre Marimon        | Maserati 250F  | Officine Alfieri Maserati | 2:31.6 | +2.2     |
| 6   | 46 | Prince Bira           | Maserati 250F  | Prince Bira               | 2:35.1 | +5.7     |
| 7   | 22 | Hans Herrmann         | Mercedes W196  | Daimler-Benz              | 2:35.3 | +5.9     |
| 8   | 6  | Mike Hawthorn         | Ferrari 553    | Scuderia Ferrari          | 2:35.6 | +6.2     |
| 9   | 4  | Maurice Trintignant   | Ferrari 625    | Scuderia Ferrari          | 2:36.1 | +6.7     |
| 10  | 44 | Roy Salvadori         | Maserati 250F  | Gilby Engineering         | 2:36.3 | +6.9     |
| 11  | 16 | Roberto Mieres        | Maserati A6GCM | Privato                   | 2:38.7 | +9.3     |
| 12  | 34 | Robert Manzon         | Ferrari 625    | Ecurie Rosier             | 2:42.0 | +12.6    |
| 13  | 36 | Louis Rosier          | Ferrari 625    | Ecurie Rosier             | 2:42.1 | +12.7    |
| 14  | 14 | Luigi Villoresi       | Maserati 250F  | Officine Alfieri Maserati | 2:42.7 | +13.3    |
| 15  | 32 | Lance Macklin         | HWM 53-Alta    | HW Motors                 | 2:52.5 | +23.1    |
| 16  | 42 | Ken Wharton           | Maserati 250F  | Owen Racing Organisation  | 3:09.3 | +39.9    |
| 17  | 24 | Jean Behra            | Gordini 16     | Equipe Gordini            | -      | -        |
| 18  | 26 | Jacques Pollet        | Gordini 16     | Equipe Gordini            | -      | -        |
| 19  | 28 | Paul Frère            | Gordini 16     | Equipe Gordini            | -      | -        |
| 20  | 30 | Georges Berger        | Gordini 16     | Privato                   | -      | -        |
| 21  | 48 | Harry Schell          | Maserati 250F  | Privato                   | -      | -        |
| DNS | 40 | Sergio Mantovani      | Maserati 250F  | Officine Alfieri Maserati | -      | -        |

## Gara
| Pos | N° | Pilota                | Auto           | Giri | Tempo/Causa Ritiro | Pos. griglia | Punti |
| --- | -- | --------------------- | -------------- | ---- | ------------------ | ------------ | ----- |
| 1   | 18 | Juan Manuel Fangio    | Mercedes W196  | 61   | 2:42' 47.9         | 1            | 8     |
| 2   | 20 | Karl Kling            | Mercedes W196  | 61   | + 0.1              | 2            | 6     |
| 3   | 34 | Robert Manzon         | Ferrari 625    | 60   | + 1 Giro           | 12           | 4     |
| 4   | 46 | Prince Bira           | Maserati 250F  | 60   | + 1 Giro           | 6            | 3     |
| 5   | 14 | Luigi Villoresi       | Maserati 250F  | 58   | + 3 Giri           | 14           | 2     |
| 6   | 24 | Jean Behra            | Gordini 16     | 56   | + 5 Giri           | 17           |       |
| Rit | 28 | Paul Frère            | Gordini 16     | 50   | Trasmissione       | 19           |       |
| Rit | 4  | Maurice Trintignant   | Ferrari 625    | 36   | Motore             | 9            |       |
| Rit | 36 | Louis Rosier          | Ferrari 625    | 27   | Motore             | 13           |       |
| Rit | 12 | Onofre Marimon        | Maserati 250F  | 27   | Cambio             | 5            |       |
| Rit | 16 | Roberto Mieres        | Maserati A6GCM | 24   | Motore             | 11           |       |
| Ret | 42 | Ken Wharton           | Maserati 250F  | 19   | Trasmissione       | 16           |       |
| Ret | 48 | Harry Schell          | Maserati 250F  | 19   | Pompa benzina      | 21           |       |
| Ret | 22 | Hans Herrmann         | Mercedes W196  | 16   | Motore             | 7            | 1     |
| Rit | 44 | Roy Salvadori         | Maserati 250F  | 15   | Trasmissione       | 10           |       |
| Rit | 2  | José Froilán González | Ferrari 553    | 13   | Motore             | 4            |       |
| Rit | 32 | Lance Macklin         | HWM 53-Alta    | 10   | Motore             | 15           |       |
| Rit | 30 | Georges Berger        | Gordini 16     | 9    | Motore             | 20           |       |
| Rit | 6  | Mike Hawthorn         | Ferrari 553    | 9    | Motore             | 8            |       |
| Rit | 26 | Jacques Pollet        | Gordini 16     | 8    | Motore             | 18           |       |
| Rit | 10 | Alberto Ascari        | Maserati 250F  | 1    | Trasmissione       | 3            |       |

## Statistiche

### Piloti
- 10ª vittoria per Juan Manuel Fangio
- 1° podio per Karl Kling
- 2º e ultimo podio per Robert Manzon
- 1° e unico giro più veloce per Hans Herrmann
- 1º Gran Premio per Karl Kling e Jacques Pollet
- Ultimo Gran Premio per Georges Berger

### Costruttori
- 1º Gran Premio, 1ª pole position, 1º giro più veloce e 1ª vittoria per la Mercedes

### Motori
- 1º Gran Premio, 1ª pole position, 1º giro più veloce e 1ª vittoria per il motore Mercedes

### Giri al comando
- Karl Kling (1-2, 29-33, 38, 54-57, 60)
- Juan Manuel Fangio (3-28, 34-37, 39-53, 58-59, 61)

## Classifica Mondiale
| Pos | Pilota                | Punti |
| --- | --------------------- | ----- |
| 1   | Juan Manuel Fangio    | 25    |
| 2   | Maurice Trintignant   | 9     |
| 3   | Bill Vukovich         | 8     |
| 4   | José Froilán González | 6.5   |
| 5   | Nino Farina           | 6     |
|     | Jimmy Bryan           | 6     |
|     | Karl Kling            | 6     |
| 8   | Jack McGrath          | 5     |
| 9   | Stirling Moss         | 4     |
|     | Robert Manzon         | 4     |
| 11  | Prince Bira           | 3     |
| 12  | Mike Nazaruk          | 2     |
|     | Luigi Villoresi       | 2     |
|     | André Pilette         | 2     |
|     | Élie Bayol            | 2     |
| 16  | Duane Carter          | 1.5   |
|     | Troy Ruttman          | 1.5   |
|     | Mike Hawthorn         | 1.5   |
| 19  | Hans Herrmann         | 1     |